# MediaMarkt

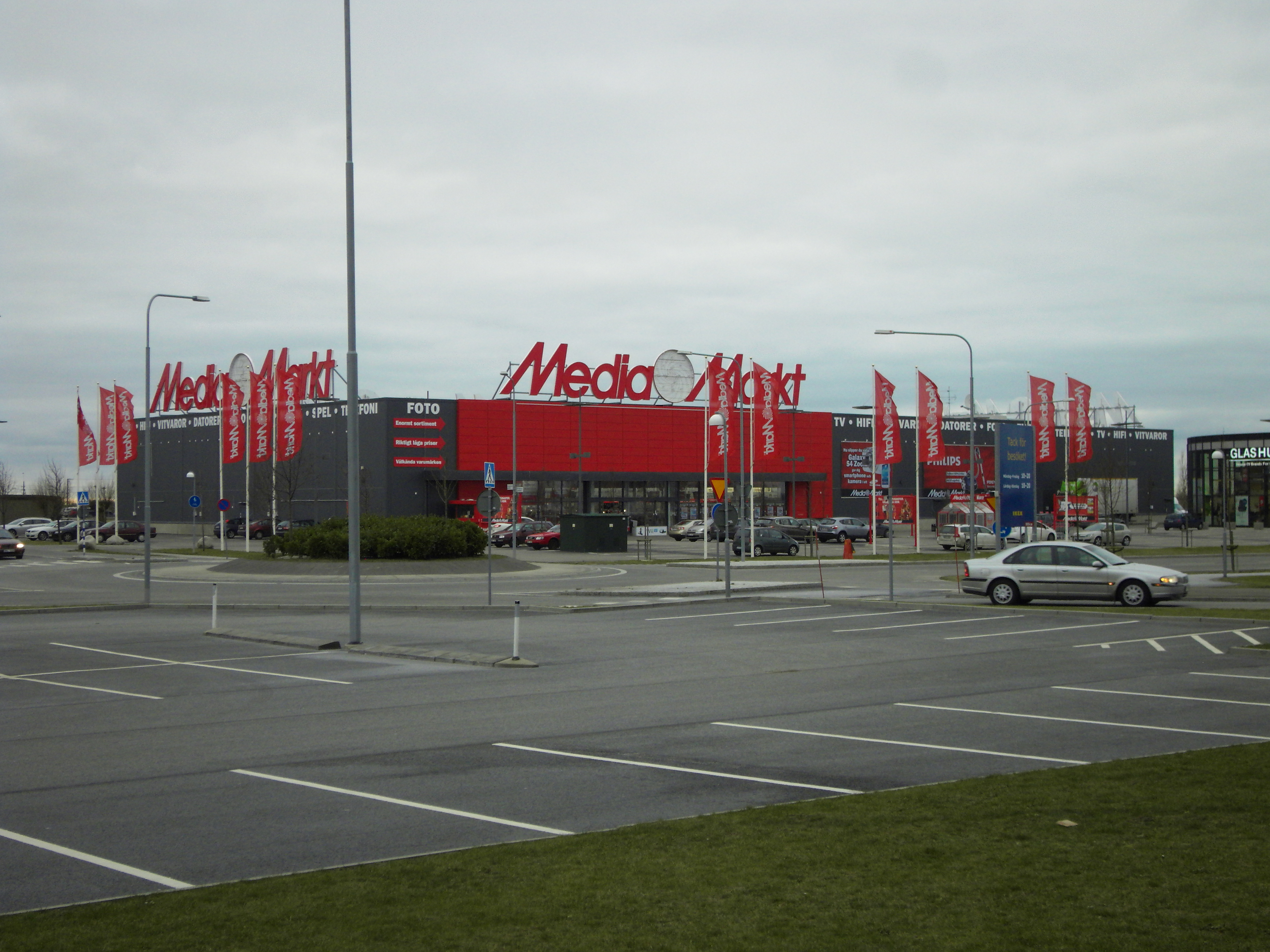
Tienda de MediaMarkt en Malmoe.

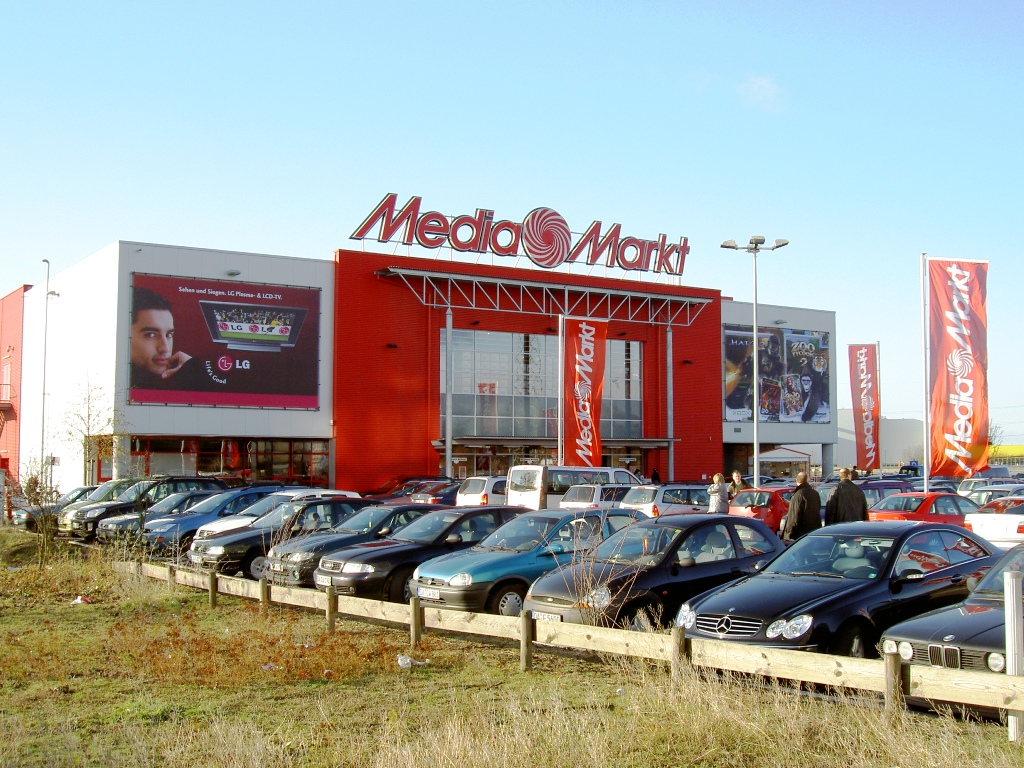
Tienda de MediaMarkt en Weiterstadt.

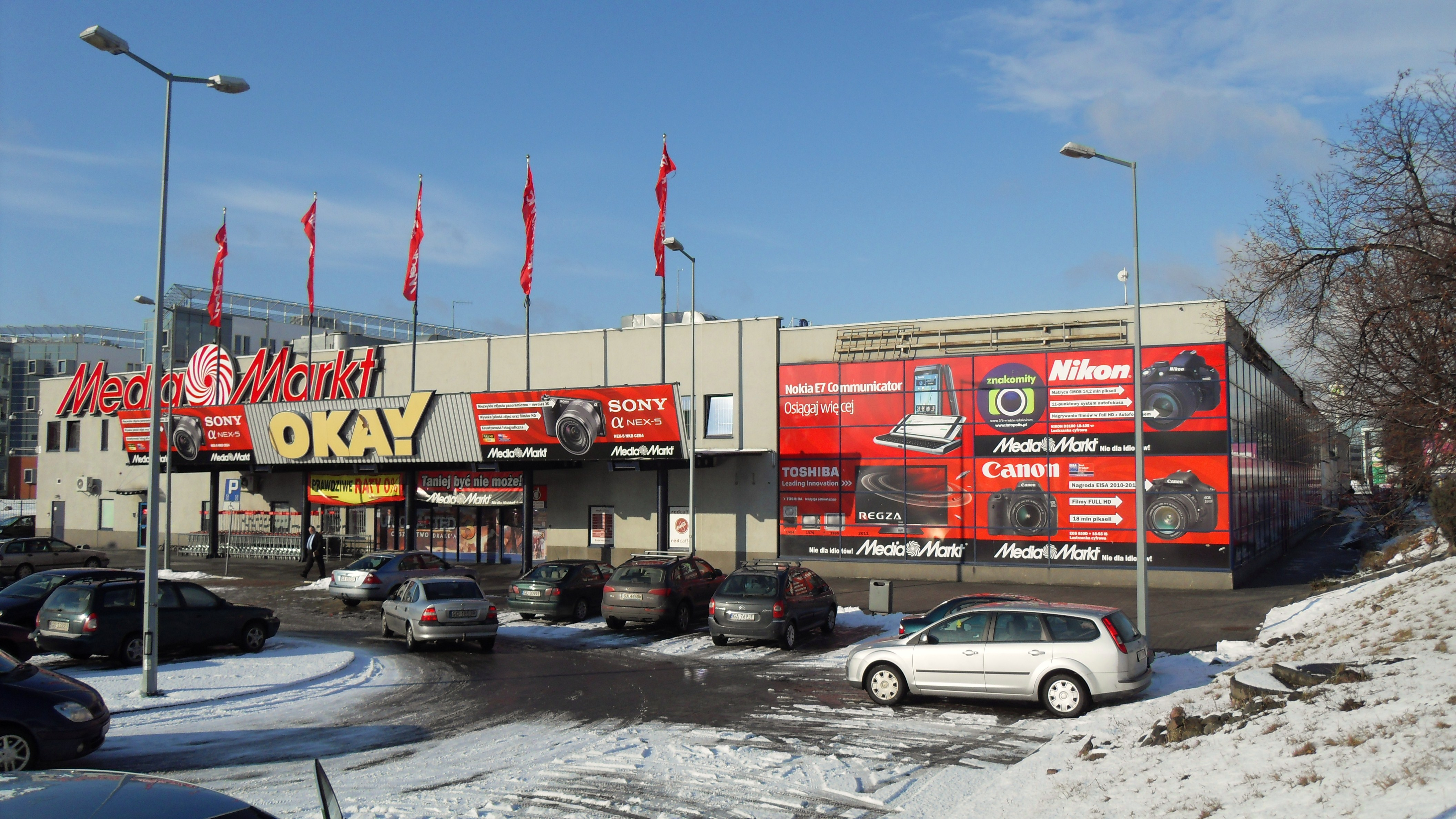
Tienda de MediaMarkt en Gdansk.

MediaMarkt es una cadena de establecimientos multinacional alemana dedicada a la venta de productos de electrónica de consumo con más de 1000 tiendas en Europa. Junto a la cadena de establecimientos Saturn constituyen Media-Saturn-Holding, propiedad de la empresa minorista Ceconomy, que se separó de Metro Group en 2017.

## Historia
MediaMarkt fue fundada por los empresarios Leopold Stiefel, Walter Gunz, Erich Kellerhals y Helga Kellerhals. La primera tienda abrió el 24 de noviembre de 1979 en Múnich. En 1985, se habían abierto otras nueve tiendas cerca de Múnich.
En 1988 Kaufhof Warenhaus AG adquirió una mayoría del 54 por ciento en el holding de las tiendas de multimedia fundadas en 1979. En 1989 comenzó la expansión en los países vecinos. MediaMarkt se hizo cargo de la cadena minorista competidora Saturn en 1990, en la que Kaufhof ya estaba involucrado. En 1996, Kaufhof Holding, Metro Cash & Carry, Deutsche SB-Kauf AG y los grandes almacenes alemanes Asko AG (donde un holding de Metro había tenido acciones anteriormente) se fusionaron y formaron Metro AG. Desde la fusión en MediaMarktSaturn Retail Group, MediaMarkt y Saturn se han gestionado como marcas independientes en un grupo controlado de forma centralizada.
El 17 de noviembre de 2010 se inauguró el primer MediaMarkt en la calle Huaihai, en Shanghái, China. Le siguieron seis tiendas más, que se realizaron junto con Foxconn a través de una empresa conjunta. En enero de 2013, se supo que MediaMarkt se retiraría de China porque Metro Group no podría reunir el capital necesario para su mayor expansión.
En enero de 2013, Metro tenía alrededor del 78% de las acciones. La familia Kellerhals poseía el 21,67 por ciento a través de su sociedad de cartera de propiedad indirecta Convergenta Invest.
Desde 2017, Media-Saturn Holding, que consta de las cadenas MediaMarkt y Saturn, es propiedad de Ceconomy, una empresa formada a través de una escisión de Metro Group.
En julio de 2017, Ceconomy compró una participación del 24% en la multinacional francesa Fnac Darty.
Ceconomy vendió en 2018 las 46 tiendas en Rusia a M.video a cambio del 15% en el minorista ruso.
En agosto de 2025, el gigante chino JD.com adquirió Ceconomy, la empresa que opera MediaMarkt y Saturn, por 2.500 millones.

## Operaciones
En 2012, la compañía lanzó su tienda en línea, comenzando con Alemania en enero.
En Italia se utiliza la marca MediaWorld en lugar de MediaMarkt, mientras que en Luxemburgo se emplea la marca Saturn.

### Modelo de franquicia
Cada tienda pertenece en un 10% al gerente de la tienda. Los gerentes de tienda tienen la discreción de qué productos almacenar, rango, precios, personal y costes de materiales.
| País         | Tiendas                          |
| ------------ | -------------------------------- |
| Alemania     | 396 (incluye 125 tiendas Saturn) |
| Italia       | 139 (como MediaWorld)            |
| España       | 112                              |
| Turquía      | 94                               |
| Polonia      | 85                               |
| Austria      | 56                               |
| Países Bajos | 55                               |
| Suiza        | 45                               |
| Hungría      | 40                               |
| Bélgica      | 26                               |
| Luxemburgo   | 2                                |

#### Presencia en España
La primera tienda MediaMarkt en España fue inaugurada en 1999, en San Sebastián de los Reyes (Madrid). El 13 de enero de 2021, MediaMarkt anunció la compra de 17 tiendas de Worten en España, manteniendo a los trabajadores y subrogando los locales.
A 1 de enero de 2025, MediaMarkt cuenta con 112 tiendas físicas, incluida una tienda outlet, y 1 tienda en línea en España y 7000 empleados, siendo su tercer mercado nacional por facturación, después de Alemania e Italia.

### Localizaciones anteriores
| País     | Tiendas | Año de cierre | Motivo            |
| -------- | ------- | ------------- | ----------------- |
| Grecia   | 13      | 2023          | Vendido a Public  |
| Portugal | 10      | 2023          | Vendido a Fnac    |
| Rusia    | 46      | 2018          | Vendido a M.Video |
| Suecia   | 29      | 2023          | Vendido a Power   |